# Мура ИК
„Мура“ ИК (на шведски: Mora IK) е професионалният хокеен отбор на шведския град Мура.
Отборът се състезава във втора дивизия на Швеция HockeyAllsvenskan, а между 2004 и 2008 г. играе в елитната лига „Елитсериен“.